# Bingongog
Bingongog encore appelé Bingongok est un village de la région du Centre du Cameroun. Localisé dans l'arrondissement (commune) de Matomb dans le département du Nyong-et-Kéllé.

## Géographie
Le village de Bingongog est situé à 1,85 km de Matomb et à 6,67 km de Mandoumba. 

## Population et société
Bingongog comptait 204 habitants lors du dernier recensement de 2005. La population est constituée pour l’essentiel de Bassa. La fête de Noël y est célébrée en toute simplicité et de façon joyeuse avec deux moments clés : la messe de Noël et le repas de Noël. 